# Исо-Ийярви (заказник)
Заказник «Исо-Ийярви» — государственный ландшафтный заказник в Лахденпохском районе Республики Карелия, особо охраняемая природная территория.

## Общие сведения
Заказник расположен в окрестностях озёр Исо-Ийярви и Пиени-Ийярви.
Создан с целью сохранения ценных участков леса.
Заказник учреждён Постановлением Правительства Республики Карелия № 254 от 6 апреля 1995 года.
Планируется включить заказник Исо-Ийярви в состав так называемого Зелёного пояса Фенноскандии.